# 俯垂臭草
俯垂臭草（学名：Melica nutans）为禾本科臭草属下的一个种。

## 扩展阅读
- 維基物種上的相關：俯垂臭草